# Emil Fuchs (theoloog)

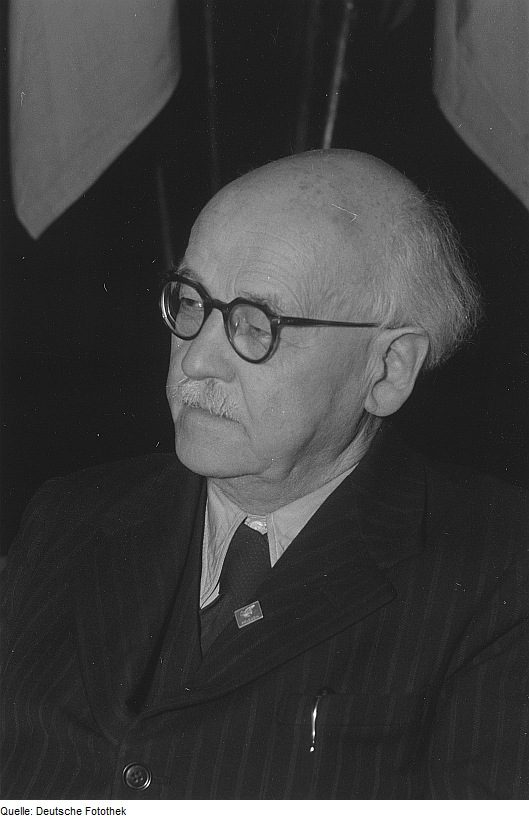
Emil Fuchs (1952)

Emil Fuchs (Beerfelden, 13 mei 1874 – Oost-Berlijn, 13 februari 1971) was een Duits theoloog. De vader van Emil Fuchs was een Lutherse dominee. Fuchs bezocht het gymnasium van Darmstadt en studeerde theologie aan de Universiteit van Giessen (1894-1897). Na zijn militaire dienst volgde hij een theologische vervolgopleiding te Friedberg. In 1900 promoveerde hij als doctor in de theologie en werd dominees-assistent. Van 1905 tot 1918 was hij dominee te Rüsselsheim en daarna vanaf 1918 te Eisenach. In 1921 sloot Fuchs zich aan bij de Sozialdemokratische Partei Deutschlands (SPD). Van 1926 tot 1930 was Fuchs voorzitter van Thüringer afdeling van de Bund religiöser Sozialisten. 
Aan het einde van de jaren '20 sloot Fuchs zich aan bij het Genootschap van Vrienden (Quakers). In 1931 werd hij professor in de theologie. Na de machtsovername door de nazi's in 1933 werd hem het domineesambt ontnomen en belandde hij in de gevangenis. In 1943 emigreerde hij naar Zwitserland.
In 1945 keerde Fuchs naar Duitsland terug en vestigde zich in zijn geboortestreek Hessen, waar hij actief werd voor de SPD. Van 1948 tot 1949 verbleef hij als gast-theoloog in de Verenigde Staten. Daarna vestigde Fuchs zich in Leipzig (DDR), waar hij hoogleraar systematische theologie en religieuze filosofie werd aan de universiteit in die stad. In 1958 werd hij voorzitter van het door hem opgerichte Religieus Sociologische Instituut. Vanaf 1950 was hij lid van de Vredesraad van de DDR en actief binnen de Christelijke Vredesconferentie. In 1954 werd hij onderscheiden met de Vaderlandse Orde van Verdienste van de DDR. 
In 1958 werd Fuchs erelid van de CDU in de DDR. Op 9 februari 1961 werd hij als lid van een christelijke commissie door Staatsraadvoorzitter Walter Ulbricht ontvangen om de problemen tussen Kerk en Staat te bespreken. Sindsdien trad er een normalisatie op tussen Kerk en Staat binnen de DDR. Fuchs wist na de invoering van de dienstplicht in de DDR een regeling voor gewetensbezwaarden te bereiken: zij konden vanaf 1964 als Bausoldaten hun dienstplicht vervullen.
Fuchs was een overtuigd christen en socialist en onderhandelde veelvuldig met de Oost-Duitse overheid. Hij schreef veel boeken over marxisme en christendom en over de verhouding tussen de twee. Net als hun vader, waren zijn kinderen actief binnen het socialisme (communisme). Zijn zoon, de natuurkundige Klaus Fuchs wordt gezien als de man die gegevens omtrent de Amerikaanse atoombom doorspeelde aan de Sovjet-Unie. 

## Werken
- Mein Leben. Erster und zweiter Teil; Leipzig: Koehler & Amelang, 1957 (I) und 1959 (II)
- Claus Bernet: Emil Fuchs, in: BBKL, 20, 2002, 551-598: http://www.bbkl.de/f/fuchs_em.shtml